# The Incredible Barbazan
 (août 2012).
Si vous disposez d'ouvrages ou d'articles de référence ou si vous connaissez des sites web de qualité traitant du thème abordé ici, merci de compléter l'article en donnant les références utiles à sa vérifiabilité et en les liant à la section « Notes et références ».
The Incredible Barbazan est une série d'animation de 13 épisodes mettant en scène un magicien maladroit du même nom et son assistant Fritz. Ensembles, ils divertissent les spectateurs avec un étrange show. Chacun des épisodes de cette série montre des tours de magie mystérieux et à glacer le sang. Depuis le 12 juillet 2012, la série est disponible à 1,50 € sur le Nintendo eShop de la Nintendo 3DS section "vidéos téléchargeables". Actuellement, 6 épisodes sur 6 sont disponibles.

## Personnages
Barbazan
Barbazan est un artiste raté avec une grande sympathie pour le drame et le spectacle. Il se décrit comme un "magicien illusionniste" mais selon les connaisseurs: "désastre complet" est plus approprié pour cet artiste.
En dépit de sa manière élégante mais quelque peu arrogante de se déplacer. Il va, hélas, partout tout en étant extrêmement maladroit.
Les tours de Barbazan ne fonctionnent presque jamais comme il faut mais il affirme que tous les évènements qui se sont produits étaient néanmoins planifiés. Sa plus grande inspiration vient du très célèbre Houdini.
Fritz
Fritz est l'assistant de Barbazan. C'est un pingouin complètement blanc. En s'habillant, tout comme son maître en redingote noire, il ressemble à un pingouin ordinaire. Fritz pense que les spectacles sont datés, ringard, et extrêmement dangereux. Il aspire plutôt à un emploi dans le secteur de la pêche ou à voyager à travers le monde.

## Liste des épisodes
Chaque épisode dure 5 minutes. Voici la liste des épisodes de cette série :
- The Cabinet of Fear (fr: le coffre de la peur)
- The Fire Juggler (fr: le jongleur de feu)
- The Human Cannonball 2 (fr: l'homme-canon 2)
- The Knife Thrower (fr: le lanceur de couteaux)
- Raging Bull (fr: la vache enragée)
- Up Your Sleeve (fr: Retroussez vos manches)